# متر
المتر هو وحدة دولية لقياس المسافة ويعرف على أنه المسافة التي يقطعها الضوء في الفراغ التام في1/299,792,458 ثانية، حيث يتم تعريف الثانية من خلال تردد انتقال فائق الدقة للسيزيوم (معيار السيزيوم).
تم تعريف المتر في الأصل عام 1791م من قِبل الجمعية الوطنية الفرنسية على أنه واحد على عشرة ملايين من المسافة من خط الاستواء إلى القطب الشمالي على طول دائرة كبيرة، وبالتالي فإن محيط القطب الشمالي للأرض يبلغ حوالي 40,000 كم. جاء اللفظ من الكلمة الأنجليزية meter ويعادل المتر تقريباً 39.37 بوصة (3.28 قدم) ويعتبر وحدة القياس الطولية الأكثر استعمالا في العالم.

## تطوروحدات القياس
استعمل المصريون الذراع (0.525 متر) وأجزاءه القدم والكف والإصبع، أما الكلدانيون والأشوريون فاستخدموا الشبر (0.270. متر) وأجزاءه الكف والإصبع، وأوجدوا الفرسخ (5820 مترا) كما ورد في الإنجيل ذكر الذراع المقدس (0.63566 متر).
أما حديثا: فإن علم القياس (الميترولوجيا) يضع - باستمرار- بين أيدي المختصين أجهزة أدق من سابقاتها، لمواكبة ركب التقدم العلمي، وهو يعتمد قبل كل شيء على اختيار مناسب لوحدة القياس التي يراد منها أن تكون أساسية وعالمية (ولنقل كونية).
علم القياس يحرص ويتحقق من عدم فقدان الكثير من الدقة في تجسيد هذه الوحدة على شكل وحدة قياس معيارية يرجع إليها العالم كله.
لذلك يشترط أن تكون وحدة القياس التي يحتاجها الإنسان - عالما كان أم لا - سهلة الاستخدام، مضاعفاتها أو أجزاؤها بسيطة الاستنتاج والحساب ومجسدة، فوق كل ذلك، بدقة.
كانت وحدات القياس - المستخدمة سابقا - تحتوي على العديد من السلبيات: اختلاف اسم الوحدة بين إقليم وآخر، نقص في الدقة في بعض الوحدات، غياب العلاقات البسيطة بين مختلف الوحدات، وبين هذه الوحدات وأجزائها، ناهيك عن التعقيدات المتعلقة بها.

## الثورة الفرنسيةوالمقاييس
في أيام الثورة الفرنسية قامت أكاديمية العلوم في فرنسا عام (1790م) بالبحث عن نظام بسيط موحد للمقاييس ليضع حدا لكل هذه الصعوبات، فعينت الأكاديمية لجنتين من العلماء للدراسة والتنفيذ.
قررت هاتان اللجنتان أن نظام القياس سيكون عشريا وأن الوحدة البدئية سيبحث عنها وتنتقى من الطبيعة كي يمكن إعادة صنعها واستخدامها، إن زالت لسبب ما. وتقرر أن تكون هذه الوحدة «وحدة طول» وأن طولها يجب أن يكون مساويا ل 1/10,000,000 ربع طول محيط الأرض - وهو الخط الواصل بين قطبي الكرة الأرضية - من جهتين أي محيط الأرض المار بالقطبين أي أنها تساوي (1/ 40,000,000) وسميت هذه الوحدة بالميتر لتحل محل «التواز» (الوحدة التي كانت مستخدمة من قبل).
بعد ذلك قام العالمان دولامبر وميشان بقياس القوس من خط الطول الواصل بين. مدينتي دنكرك بفرنسا وبرشلونة بإسبانيا بواسطة ما يسمى ب«تثليث هندسي» وهي مجموعة من العمليات تقوم على قياس مجموعة من المثلثات ثم تبدأ بحلها الواحدة تلو الأخرى، وهي عمليات تعتمد على علم دراسة شكل ومقياس الأرض وتمثيلها في المستوى وهو العلم المسمى ب الجيوديسيا.
وبمقارنة النتائج التي توصلا إليها بالنتائج التي حصل عليها في البيرو، وفي السويد وجد أن ربع طول خط الطول (هذا) والمار في مدينة باريس يساوي 5,130,740 «تواز» أي أن طول الميتر أصبح معروفا ويساوي (0.5130740 تواز).

## متر
تأسس النظام المتري عام 1795م وأعطيت بذلك القيمة القانونية للنموذج المعياري المصنوع من البلاتين الخالص ومن ثم أودع خزائن الأرشيف الوطني في باريس، يعطي هذا النموذج طول المتر من البلاتين عند درجة الحرارة صفر مئوية. وهو النموذج الذي يستخدمه ويرجع إليه صانعو آلات القياس والمختصون لتدقيق الآلات والأجهزة التي نستخدمها.
وعندما اجتمع المؤتمر الأول للأوزان والقياسات بمشاركة عشرين دولة في باريس عام 1875م اعتمد النظام المتري كنظام عالمي (احتفظت بعض الدول كبريطانيا بأنظمة قياس خاصة بها)، وصنع النموذج العالمي للمتر من خليطة من البلاتين والإريديوم وأودع خزائن المكتب العالمي للأوزان والمقاييس في فرنسا.
لكن لم تعد دقة هذا النموذج كافية بعدما حدث من تقدم علمي، فبينما كان - في نهاية القرن الثامن عشر - الجزء من فئة من الميلليمتر صعب المنال، أصبحنا في بداية القرن العشرين نميز الجزء من فئة من الميكرون.

## متر عصرالذرة
استطاع هذا النموذج أن يفي بأغراض علم القياس بخطأ يقدر ببضعة أعشار الميكرون، حتى عام 1960م. حيث إنه مع التقدم العلمي المطرد والحاجة إلى دقة تفوق الحدود التي يقدمها النموذج الميكانيكي للمتر، ومن أجل تعريف كوني له، قرر المؤتمر الحادي عشر للأوزان والقياسات إعطاء المتر تعريفًا يعتمد على الخصائص الذرية للعناصر فجاء التعريف على النحو التالي: طول المتر يساوي 1,650,763.73 مرة طول موجة الإشعاع المنطلقة من نواة ذرة نظير الكريبتون 86 للانتقال بين المستويين.
إن هذا التقدم الذي طرَأَ على تعريف المتر ضروري، ولم يكن هناك ابدًا منه إِذ لولاه لما رأينا الكثير من الاختراعات والاكتشافات التي قام بها العلماء في الفيزياء، أو الفلك أو حتى في علم الأحياء.

## رموز النظام الدولي للوحدات للمتر
تُستخدم البادئات الدولية (SI) للتعبير عن المضاعفات العشرية والأجزاء العشرية للمتر، كما هو موضح في الجدول أدناه. عادةً للمسافات الطويلة يتم التُعبير عنها بوحدات الكيلومتر (كم)، أو الوحدة الفلكية (149.6 جيجامتر)، أو السنوات الضوئية (10 بيتامتر)، أو الفراسخ الفلكية (31 بيتامتر)، بدلاً من استخدام الميجامتر أو مضاعفات أكبر. كما أن التعبيرات مثل "30 سم"، "30 م"، و"300 م" أكثر شيوعاً في الاستخدام من "3 ديسيمتر"، "3 ديكامتر"، و"3 هكتومتر" على التوالي.
تم استخدام مصطلحي «ميكرون» و«ميلي ميكرون» بدلاً من ميكرومتر (μm) ونانومتر (nm) على التوالي، ولكن هذه الممارسة غير مستحبة.
| الأجزاء | الأجزاء | الأجزاء | الأجزاء  | الأجزاء          | المُضاعفات | المُضاعفات | المُضاعفات | المُضاعفات | المُضاعفات        |
| القيمة  | الرمز   | الرمز   | الاسم    | الإسم باللاتينية | القيمة    | الرمز     | الرمز     | الاسم     | الإسم باللاتينية |
| ------- | ------- | ------- | -------- | ---------------- | --------- | --------- | --------- | --------- | ---------------- |
| 10−1 م  | دسم     | dm      | ديسيمتر  | decimetre        | 101 م     | ديكا م    | dam       | ديكامتر   | decametre        |
| 10−2 م  | سم      | cm      | سنتيمتر  | centimetre       | 102 م     | هكتو م    | hm        | هكتومتر   | hectometre       |
| 10−3 م  | مم      | mm      | ملليمتر  | millimetre       | 103 م     | كم        | km        | كيلومتر   | kilometre        |
| 10−6 م  | مكـ م   | μm      | ميكرومتر | micrometre       | 106 م     | ميغا م    | Mm        | ميجامتر   | megametre        |
| 10−9 م  | ن م     | nm      | نانومتر  | nanometre        | 109 م     | جيجا م    | Gm        | جيجامتر   | gigametre        |
| 10−12 م | ب م     | pm      | بيكومتر  | picometre        | 1012 م    | تيرا م    | Tm        | تيرامتر   | terametre        |
| 10−15 م | ف م     | fm      | فمتومتر  | femtometre       | 1015 م    | پيتا م    | Pm        | بيتامتر   | petametre        |
| 10−18 م | أ م     | am      | أتومتر   | attometre        | 1018 م    | إكسا م    | Em        | إكسامتر   | exametre         |
| 10−21 م | زبـ م   | zm      | زيبتومتر | zeptometre       | 1021 م    | زيتا م    | Zm        | زيتامتر   | zettametre       |
| 10−24 م | يك م    | ym      | يوكتومتر | yoctometre       | 1024 م    | يوتا م    | Ym        | يوتامتر   | yottametre       |
| 10−27 م | رت م    | rm      | رونتومتر | rontometre       | 1027 م    | رونا م    | Rm        | رونامتر   | ronnametre       |
| 10−30 م | كت م    | qm      | كوكتومتر | quectometre      | 1030 م    | كواتا م   | Qm        | كويتامتر  | quettametre      |

## ماصدر
مجلة العربي عدد أكتوبر 1992 حسب ترخيصها في ويكيبيديا:تصاريح بالنقل والاقتباس